# FRONTIERS (Psycho le Cemuのアルバム)
『FRONTIERS』（フロンティアーズ）は、日本のヴィジュアル系ロックバンド、Psycho le Cémuのメジャー1枚目アルバム。2003年8月27日発売。発売元は日本クラウン。
初回限定盤には50,000セット完全限定のメンバーのフィギュア1体がランダムに封入された。また、BOXパッケージ仕様となっており、通常盤とジャケットも異なる。

## 収録曲
1. 輝きの中へ・・・
2. 激愛メリーゴーランド
メジャー2枚目の両A面シングル「激愛メリーゴーランド／春夏秋冬」の1曲。
3. 春夏秋冬
メジャー2枚目の両A面シングル「激愛メリーゴーランド／春夏秋冬」の1曲。
4. 浪漫飛行
メジャー3枚目のシングル。米米CLUBの同曲をカヴァー。
5. VISITOR
Psycho le Cémuがサイコロ・コロッケ名義で発売したシングル「ミラクル・ハイテンション!」のカップリングに収録されている曲。
6. Mind Core
7. 「凛」‾愛する者のために‾
8. 銀狼
9. DANCEIIHEAVEN
10. BLUE AGAIN
メジャー3枚目のシングル「浪漫飛行」のカップリング曲。
11. 一億のパルチザン
12. With…
13. アクエリア(HARD STYLE)
メジャー1枚目のシングル「愛の唄」のカップリング曲。アルバムバージョンで収録。
14. 愛の唄(NEW MIX)
メジャー1枚目のシングル。アルバムバージョンで収録。